# High Etherley
High Etherley är en ort i Storbritannien.   Den ligger i kommunen Durham i riksdelen England, i den centrala delen av landet, 400 km norr om huvudstaden London. High Etherley ligger 164 meter över havet och antalet invånare är 2 119.
Terrängen runt High Etherley är huvudsakligen platt, men norrut är den kuperad. Terrängen runt High Etherley sluttar österut. Runt High Etherley är det tätbefolkat, med 257 invånare per kvadratkilometer. Närmaste större samhälle är Darlington, 19,0 km sydost om High Etherley. Trakten runt High Etherley består i huvudsak av gräsmarker.